# Dicranomyia immodesta
Dicranomyia immodesta là một loài ruồi trong họ Limoniidae. Chúng phân bố ở miền Tân bắc.